# 润津乡
润津乡，是中华人民共和国黑龙江省齐齐哈尔市克东县下辖的一个乡镇级行政单位。

## 行政区划
润津乡下辖以下地区：
和平村、太安村、同意村、玉和村、礼善村、吉利村、万民村、忠信村、礼让村、仁和村、富饶村、永胜村、安业村、建设村和光荣村。